# Notodden

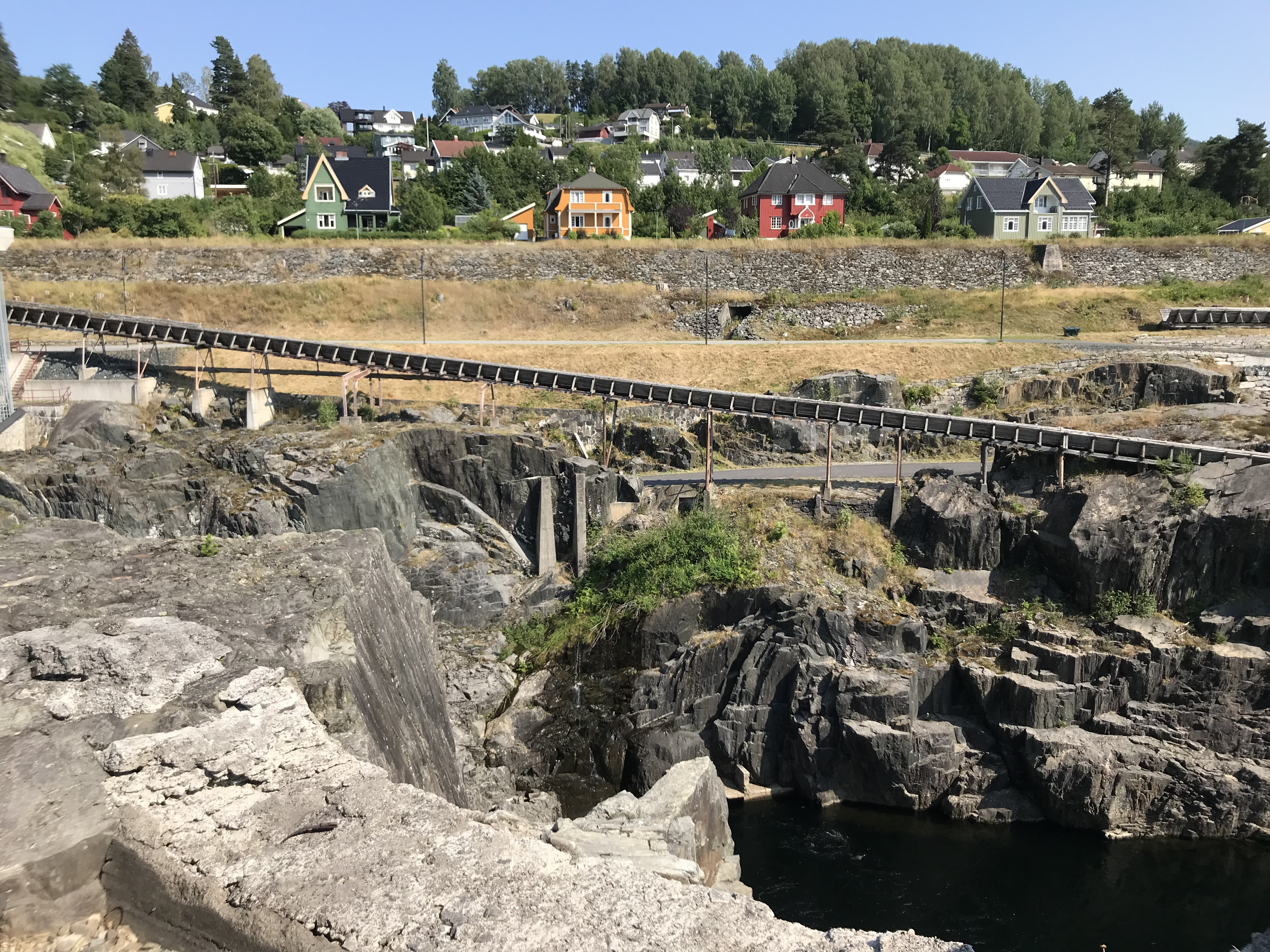
Elektrizitätswerk Notodden

Notoddenⓘ ist eine Kommune in der Provinz Telemark (Norwegen). Dem 120 km südwestlich von Oslo am Heddalsvann gelegenen Hauptort wurden 1913 die Stadtrechte verliehen. Der höchste Punkt der Gemeinde ist der 1306 Meter hohe Tverrgrønut.

## Politik

### Wappen
Blasonierung: „In Blau ein silberner Wellenpfahl, beidseitig begleitet von je zwei an der Basis vereinten Blitzpaaren, oben schildhauptwärts, unten schildfußwärts.“

## Wirtschaft
Am Fluss Tinnelva entstanden schon im ersten Drittel des 19. Jahrhunderts Sägewerke und Holzveredelungsmanufakturen. 1905 startete der von Sam Eyde und Kristian Birkeland gegründete Konzern Norsk Hydro die Produktion von künstlichem Salpeter und Düngesalz. Für einige Jahre verwandelte sich der beschauliche Ort in eine Art norwegisches Klondike. Voraussetzung für diesen hektischen industriellen Aufschwung war die intensive Nutzung der Wasserkraft in der Telemark, sowohl für die chemische Industrie, wie im Fall von Norsk Hydro, als auch für die Holz- und Eisenverarbeitung bei Tinfos.
Die Düngemittelproduktion in Notodden wurde im Verlauf des 20. Jahrhunderts zurückgefahren und später vollständig eingestellt. Im Bereich der chemischen Industrie ist Notodden heute noch Produktionsort für Plastik und Folien. Zusätzlich gibt es Zulieferbetriebe für die Rüstungsindustrie in Kongsberg und für unbemannte Unterseeboote zum Einsatz beispielsweise bei Ölbohrplattformen.
Die 2018 aus der Hochschule Südostnorwegen entstandene Universität Südost-Norwegen hat einen Campus in Notodden, an dem seit 1895 Lehrer ausgebildet und seit 1938 Kunst und Design unterrichtet werden. Ein besonderes Merkmal ist das Angebot von Onlinekursen für Studierende aus ganz Norwegen. Mit fünf weiteren Abteilungen bietet die Universität insgesamt mehr als 18 000 Studierenden Ausbildungsplätze und ist damit die viertgrößte Universität Norwegens.

## Verkehr
In Notodden befindet sich ein Bahnhof an der Bratsbergbanen. Der Bahnhof wurde 1917 fertiggestellt. Der Abstand zum Osloer Hauptbahnhof beträgt rund 146 Kilometer. Des Weiteren besteht eine von Vy betriebene Fernbusverbindung nach Oslo mit mehreren täglichen Abfahrten.

## Sport
Im Ortsteil Heddal befindet sich die Skisprungschanze Tveitanbakken, auf der seit 2007 regelmäßig Wettkämpfe des Damen-Continental Cups stattfinden.

## Kultur und Sehenswürdigkeiten

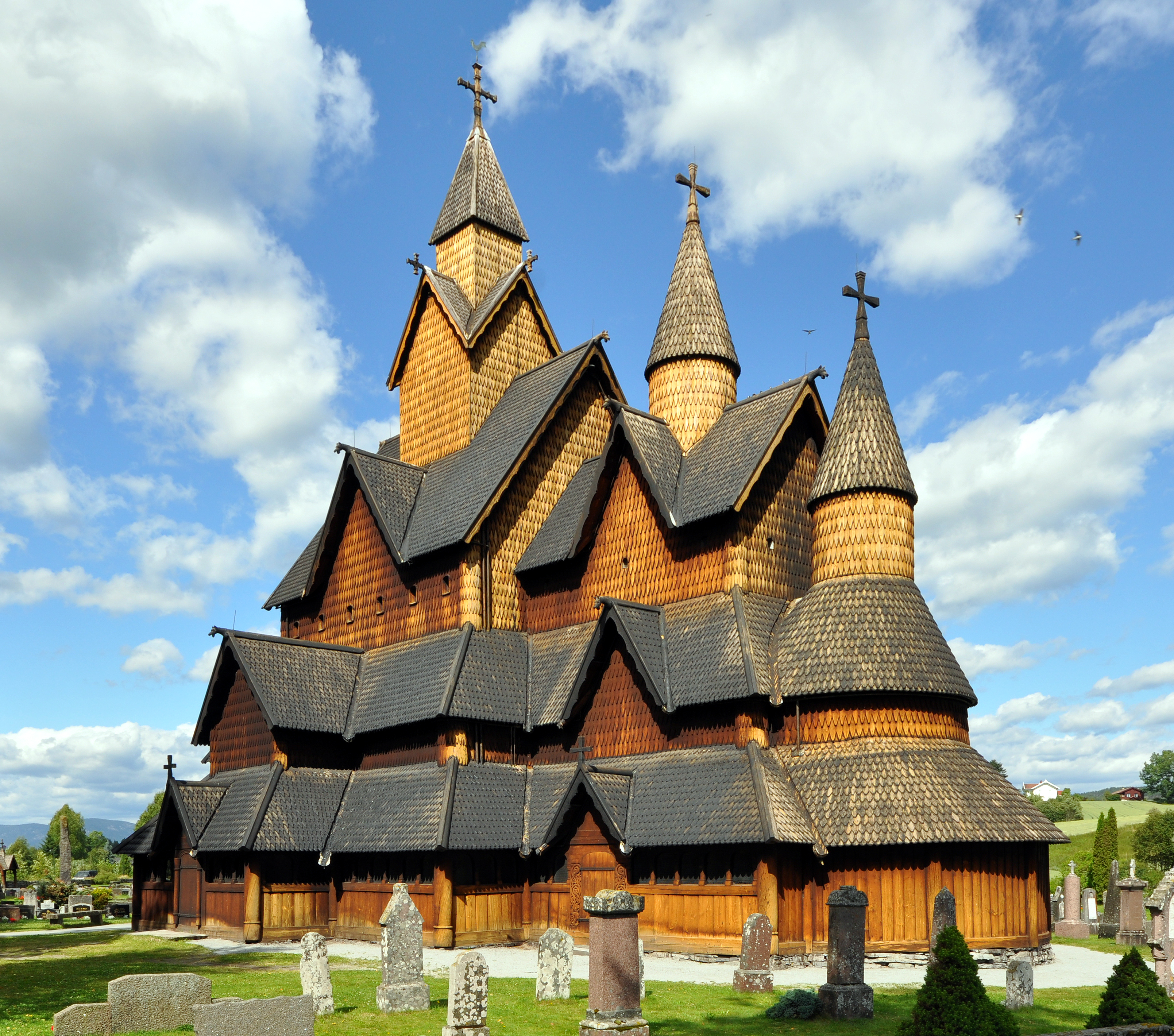
Stabkirche in Heddal

Einige Kilometer westlich von der Stadt befindet sich die bekannte, ursprünglich im 13. Jahrhundert gebaute Stabkirche von Heddal. Mit einer Länge von 25 Metern und einer Höhe von 29 Metern ist sie die größte erhaltene Stabkirche Norwegens. Etwa 300 m neben der Stabkirche befindet sich das Freilichtmuseum Heddal bygdetun.
2015 wurden die fast vollständig erhaltenen Industriestätten des frühen 20. Jahrhunderts gemeinsam mit dem benachbarten Rjukan als Stätten der Industriekultur in Rjukan und Notodden in die Liste des UNESCO-Weltkulturerbe aufgenommen.
Notodden richtet mit dem Notodden Blues Festival jährlich eines der größten Bluesfestivals Europas aus.

## Grabhügel
Im Ort liegen zwei eisenzeitliche Grabhügel. Der größere heißt Semhaugen. Er hat einen Durchmesser von 20 Metern und eine Höhe von 3 Metern. 
Der andere hat einen Durchmesser von 15 Metern und eine Höhe von 2,5 Metern. Es hat oben einen großen Krater.

## Persönlichkeiten
- Sigvald Refsum (1907–1991), Neurologe und Hochschullehrer
- Klaus Egge (* 1906 in Gransherad, Notodden; † 1979), Komponist
- Sonja Wigert (1913–1980), Schauspielerin
- Hans Herbjørnsrud (* 1938 in Heddal, Notodden; † 2023), Schriftsteller
- Magne Orre (* 1950), Radrennfahrer
- Lars Arvid Nilsen (* 1965), Kugelstoßer
- Ådne Søndrål (* 1971), Eisschnellläufer
- Ihsahn (* 1975), Musiker
- Mortiis (* 1975), Musiker
- Joakim Hykkerud (* 1986), Handballspieler
- August Pedersen (* 1994), Handballspieler